# 신칸센 800계 전동차
신칸센 800계 전동차(일본어: 新幹線800系電車)는 큐슈 여객철도(JR큐슈)의 신칸센 차량이다. 규슈 신칸센의 초창기에 도입된 차량으로 2004년에 공식 데뷔했다.

## 개요
JR큐슈는 1987년 발족 이래 신칸센 차량의 개발 기술의 노하우를 전혀 가지고 있지 않았기 때문에 처음이 되는 신칸센용 800계 차량의 제작에 즈음 높은 수준의 차량개발 기술을 보유한 도카이 여객철도(JR도카이) 및 서일본 여객철도(JR서일본)로부터 차량 기술이나 차량 보수 등의 기술공여를 받았다.
히타치 제작소에 의해 2004년 3월 개업을 앞두고 5편성이(U001~005)도입되었지만 대략 2년 정도인 신칸센 차량의 전반 검사 사이클을 앞두고 예비 편성을 준비할 필요성이 생겼기 때문에 2005년 여름에 1편성이(U006)증비되었다.

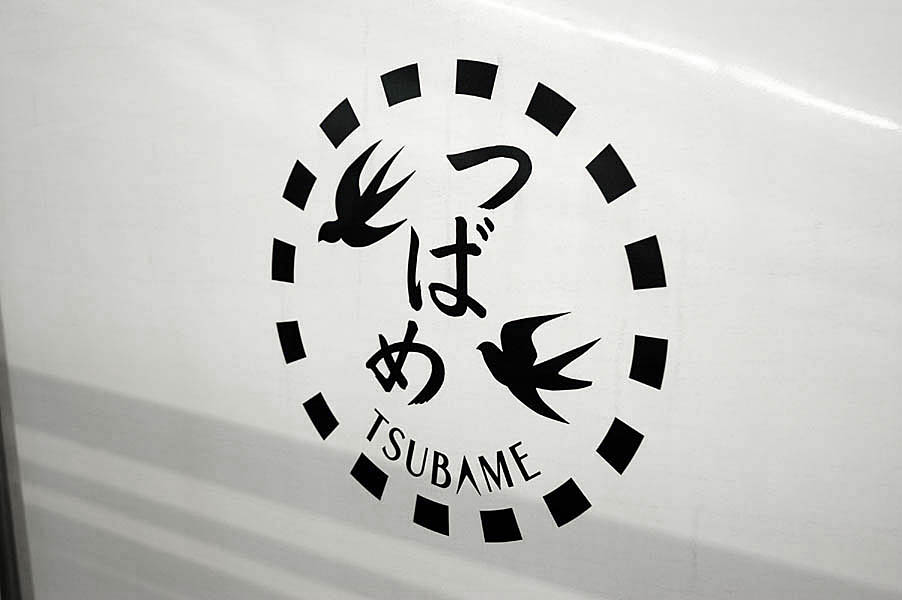
800계 로고
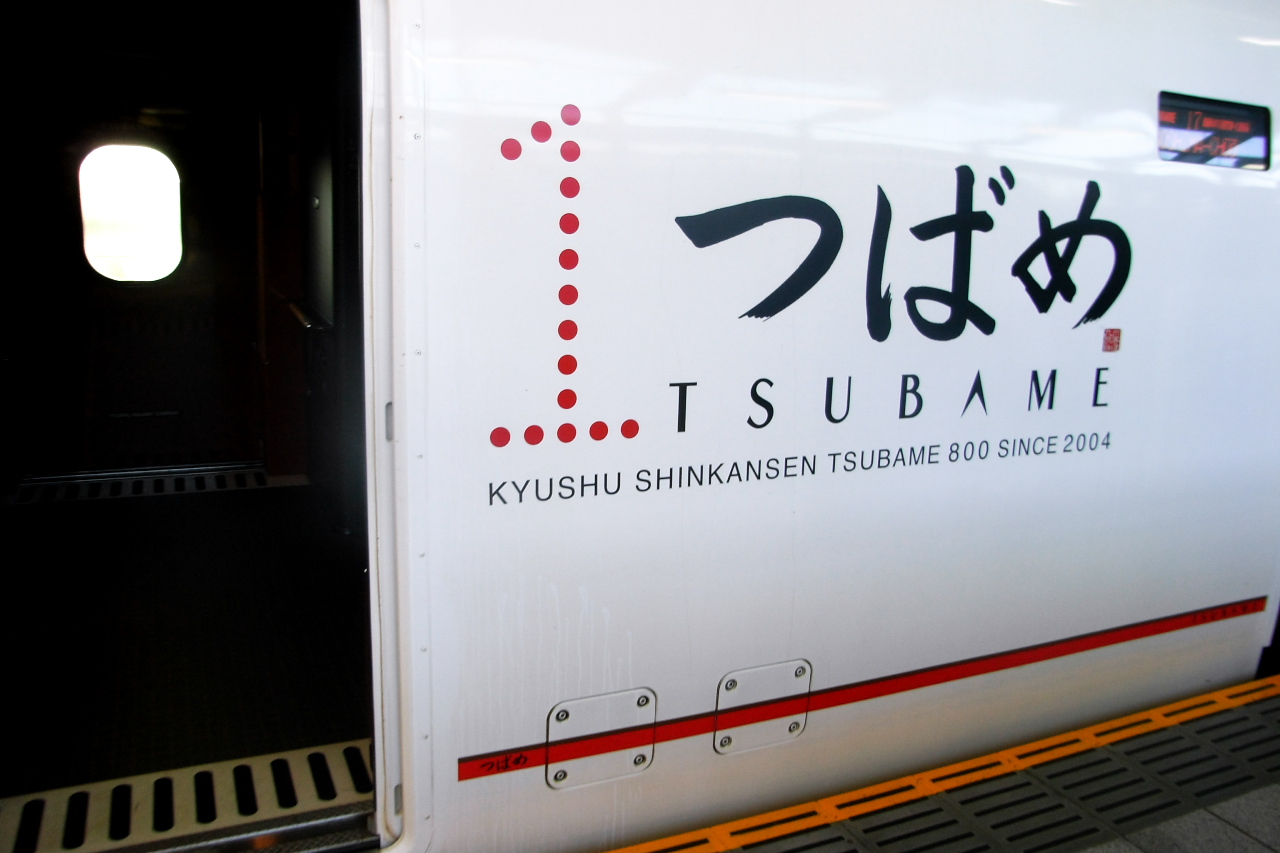
800계 로고 및 행선지
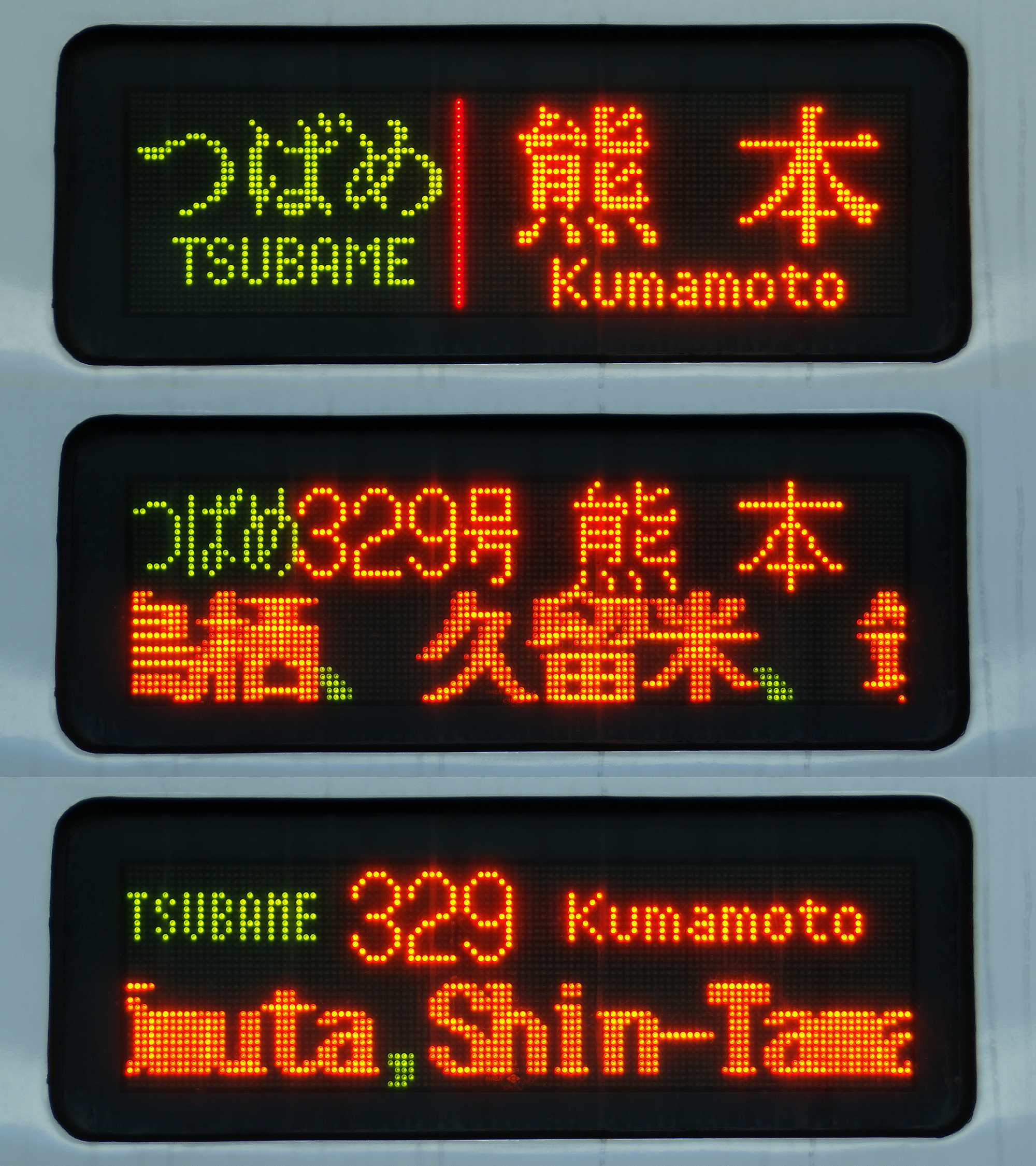
쓰바메 행선지

## 구조
JR서일본 소유의 히카리 레일스타용 차량인 700계 E편성을 기본으로 개발·제조되고 있기 때문에 모터 제어 등의 제어장치는 거의 700계와 같다. 다만 35‰(퍼밀)의 급구배에 대응하기 위해 풀M카 편성이 되었다. 그 결과 주전동기의 정격출력은 700계와 다르지 않지만 기동가속도는 2.5km/h/s(700계는 도카이도 신칸센 구간의 경우 상용 1.6km/h/s, 산요 신칸센 구간에서는 2.0km/h/s)로 강화되었다. 최고속도는 500계나 700계보다 조금 느린 260km/h 로 운행되지만 설계 최고속도는 285km/h이다.
3M의 3량이 1유닛인 3량 유닛 구성으로 700계의 4량 유닛에 비해 1유닛당의 차량수는 1량 줄었다. 때문에 운전석 뒷부분에 기기실을 증설하여 그곳에 줄인 차량에 실려 있던 기기를 탑재하고 있다.
제동 장치는 700계 같이 회생제동 외에 긴급 제동시의 활주(滑走)에 대비해 선두차량의 대차에 세라믹 분사 장치도 설치되었다. 또한 급구배 대책으로 억속제동의 기능이 추가되고 있다.
승차감 향상을 위해 모든 차량에 세미 액티브 서스펜션이 탑재되어 있다.
소음 대책으로서 700계와 같은 대형 애자 커버나 팬터그래프 커버는 탑재하지 않고, 동일본 여객철도(JR동일본)가 개발한 저소음 애자 첨부 싱글암식 팬터그래프를 장비하고 있다.

## 외장
공력(空力)적인 이유로 인해 오리같은 형상인 700계의 선두 형상은 채용하지 않고 100계를 상기시키는 샤프한 형상이다. 이것은 700계의 선두 형상의 공모로 제출되었지만 채용되지 않은 것으로 그 안을 생각한 히타치 제작소에서 보관하고 있던 것을 조금 개량해 부활시킨 것이다. 때문에 공력 성능은 700계와 거의 다르지 않다. 바디의 색은 흰 바탕에 빨강의 스트라이프가 들어간다. 지붕의 색은 팬터그래프에서 발생하는 가루로 생기는 오염을 눈에 띄기 어렵게 하기 위해 빨간색으로 설정되었다.
또한 앞에서 서술한 것처럼 700계의 4량 1유닛 구조를 3량 1유닛으로 단축했기 때문에 일부 기기를 양단 선두차에 탑재하여 500계처럼 운전실 뒤의 승객용 출입문은 사라졌다.

## 내장

차내(2004년 9월 6일 촬영)

1등차는 없이 모두 보통차량 편성이며 좌석은 2+2로 배치되어 있다.
덧붙여 시트의 기초 부분에 목재를 채용하고 있지만 이것은 시트의 중량을 큰폭으로 경량화하여 3량 1유닛화에 의해 증가해버린 축중을 경감하기 위한 목적도 있다.

## 검측기능
전 6편성(U001~U006) 중 U001편성은 선로 및 가선의 검측기능을 가지고 있어 차량 번호의 말미에 'K'가 붙는다.
다만 다른 검사 전용 차량과 같이 검사기기를 상시 설치하고 있는 것은 아니라 검사 실시시에만 기기를 싣는다. 외관상의 차이는 팬터그래프 부근에 계측용 카메라와 투광기가 장착되어 있는 것 뿐으로 그 이외에는 다른 편성과의 차이는 없다.

## 객차 구성
- 전 편성 2호차와 5호차에 팬터그래프가 존재한다.[4]

### U 편성
| 호차 | 1   | 2   | 3   | 4       | 5       | 6       |
| ---- | --- | --- | --- | ------- | ------- | ------- |
| 명칭 | Msc | Mp  | M2w | M2      | Mpw     | Mc      |
| 번호 | 821 | 826 | 827 | 827-100 | 826-100 | 822-100 |
| 좌석 | 46  | 80  | 72  | 72      | 66      | 56      |

### U 편성 (1000번대)
| 호차 | 1        | 2        | 3        | 4        | 5        | 6        |
| ---- | -------- | -------- | -------- | -------- | -------- | -------- |
| 명칭 | Msc      | Mp       | M2w      | M2       | Mpw      | Mc       |
| 번호 | 821-1000 | 826-1000 | 827-1000 | 827-1100 | 826-1100 | 822-1100 |
| 좌석 | 46       | 80       | 72       | 72       | 58       | 56       |

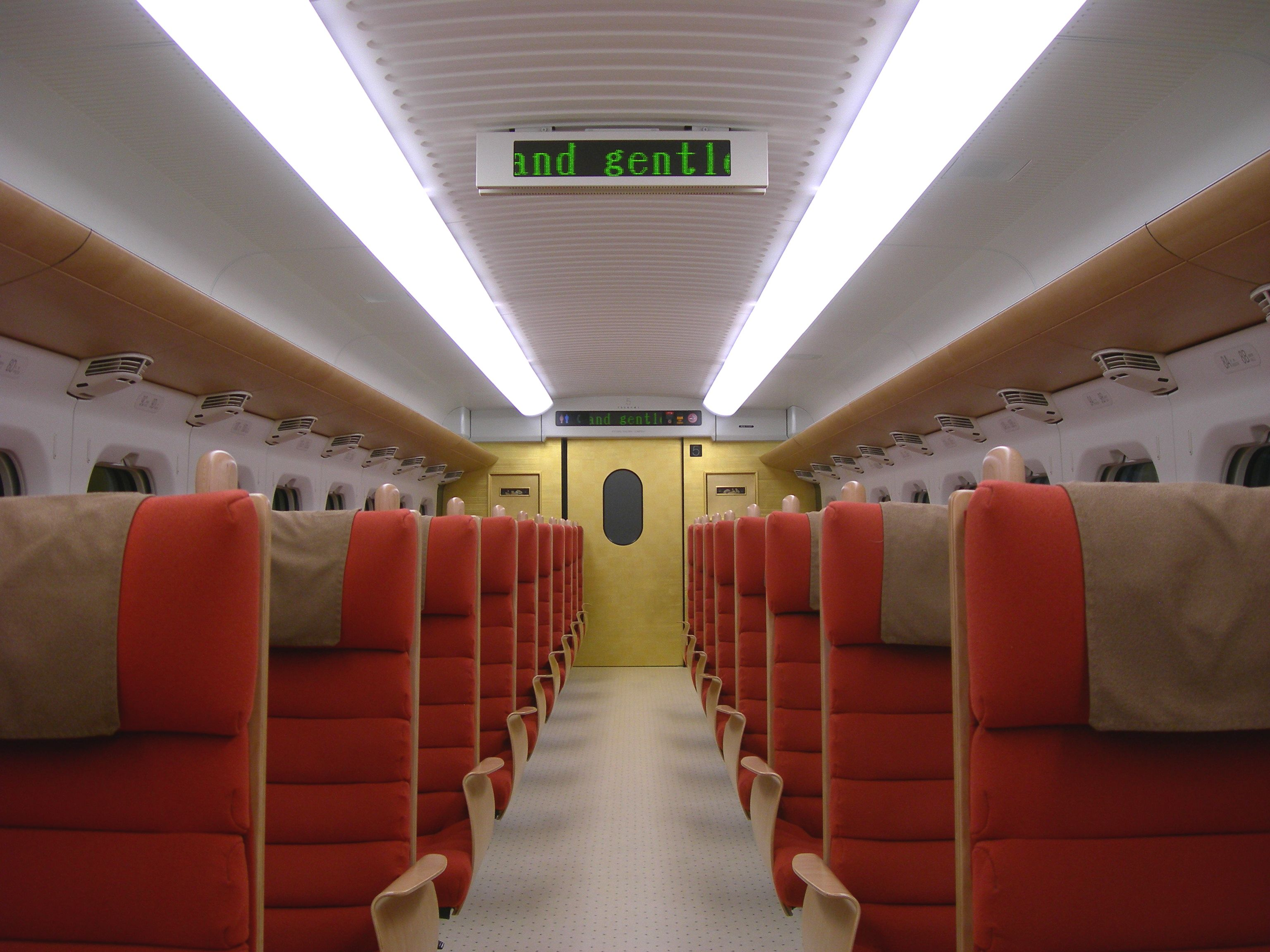
5호차 좌석
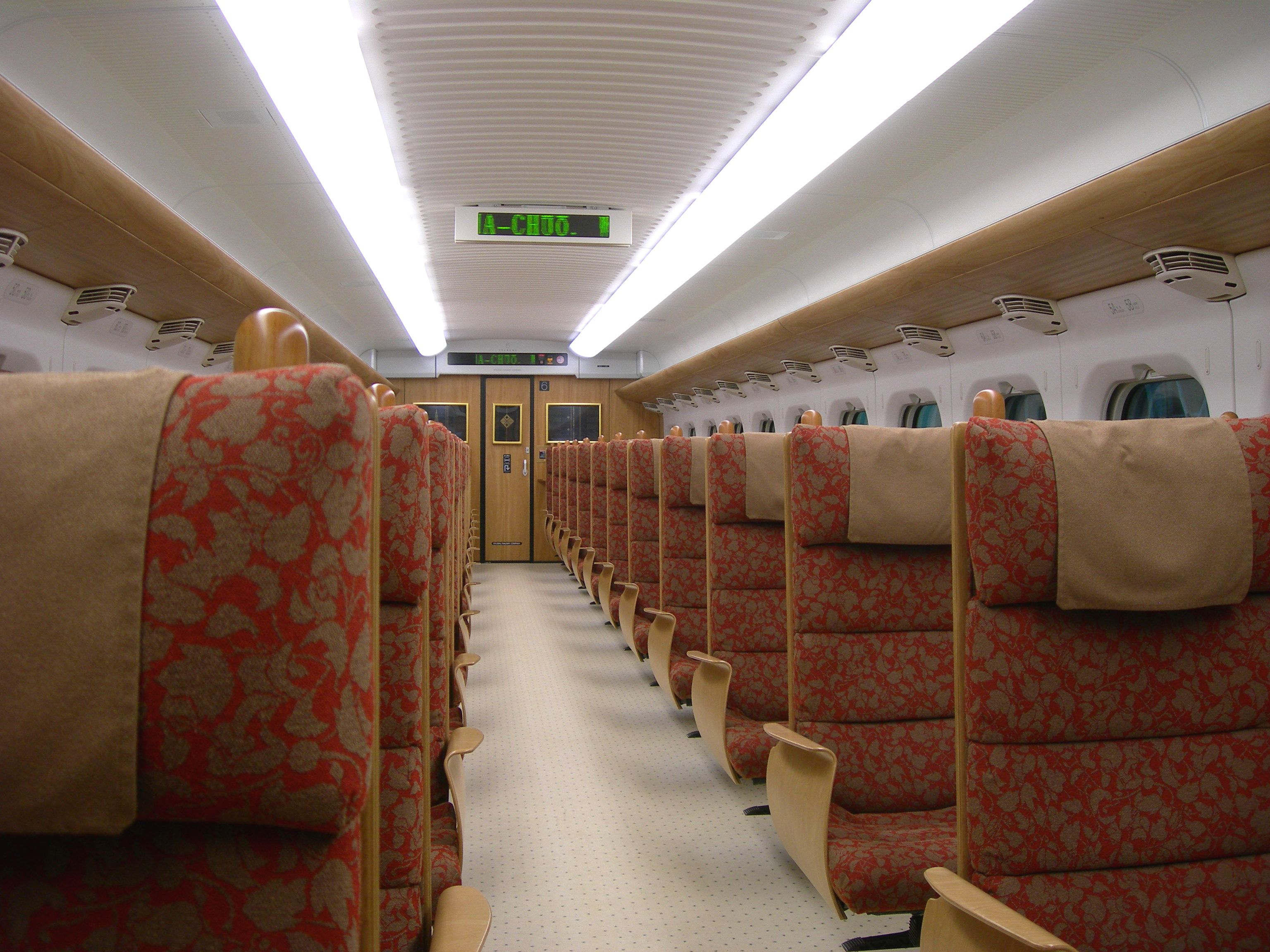
6호차 좌석

## 현황
- 총 9량이 제작되어 도입되었으며, 8량이 운행되고 있다.[5][6][7][8]

| 차호   | 도입 시기 | 운행 중단 시기 | 비고                                                 |
| ------ | --------- | -------------- | ---------------------------------------------------- |
| U001호 | 2003년    | 운행 중        |                                                      |
| U002호 | 2003년    | 운행 중        |                                                      |
| U003호 | 2003년    | 운행 중        |                                                      |
| U004호 | 2003년    | 운행 중        |                                                      |
| U005호 | 2003년    | 2016년         | 2016년 구마모토 지진으로 인해 탈선사고로 폐차되었다. |
| U006호 | 2005년    | 운행 중        |                                                      |
| U007호 | 2009년    | 운행 중        |                                                      |
| U008호 | 2010년    | 운행 중        |                                                      |
| U009호 | 2010년    | 운행 중        |                                                      |

## 큐슈신칸센 전구간 개업 이후
JR큐슈는 큐슈신칸센 전 구간 개통 이후에, 현재의 800계는 큐슈 신칸센 츠바메호만 고정 운행하고, 산요 신칸센과의 직결 운행을 위해서, 신형 차량인 N700계 7000번대(JR 서일본 소속 - 하카타 종합 차량소 관리), 8000번대(JR 큐슈 소속 - 구마모토 종합 차량소 관리)를 투입하여 8량 편성으로 고정 운행중이다.
산요 신칸센 히카리 레일스타에서 사용되고 있는 700계와 같은 기존의 열차로는 하카타-신토스간과 신야쓰시로역 이남의 급구배에 대응할 수 없기 때문에 급구배에서 대응이 가능한 새로운 N700계를 개발해서 운행하고 있다.

## 운용

### 2018년 3월 17일 개정 시점
정기 열차에 대해 기술한다. 현재 전 편성이 큐슈신칸센 구간에서 사쿠라, 쓰바메로 운행하고 있다.
- 사쿠라
  - 가고시마츄오 역-하카타 역간: 하행·상행 9편으로 운용 중.
  - 구마모토 역-하카타 역간: 하행·상행 14편으로 운용 중.
- 쓰바메
  - 가고시마츄오 역-하카타 역간: 하행·상행 5편으로 운용 중.
  - 구마모토 역-하카타 역간: 하행·상행 45편으로 운용 중.
  - 지쿠고후나고야 역-하카타 역간: 하행 1편·상행 1편으로 운용 중.
  - 가고시마츄오 역-센다이역간: 하행 1편으로 운용 중.

## 같이 보기
- 큐슈 신칸센
- 신칸센 700계 전동차